# Ołeh Morhun
Ołeh Anatolijowycz Morhun, ukr. Олег Анатолійович Моргун, ros. Олег Анатольевич Моргун, Oleg Anatoljewicz Morgun (ur. 10 stycznia 1965 w Zaporożu) – ukraiński piłkarz, grający na pozycji bramkarza, trener piłkarski.

## Kariera piłkarska

### Kariera klubowa
Wychowanek Szkoły Piłkarskiej w Zaporożu. Pierwszy trener Stanisław Basiuk. W 1981 rozpoczął karierę piłkarską w drużynie rezerwowej Tawrii Symferopol, która występowała w Wyższej Lidze ZSRR. W następnym roku debiutował w podstawowej jedenastce. Kiedy nastąpił czas służyć w wojsku, grał w drużynie rezerwowej CSKA Moskwa, a potem w SKA Odessa. W 1987 został piłkarzem Szachtara Donieck, ale nie zagrał żadnego meczu i w lipcu 1987 przeszedł do Worskły Połtawa. Latem 1991 wyjechał do Bułgarii, gdzie bronił barw klubów Etyr Wielkie Tyrnowo i Lewski Sofia. Latem 1995 powrócił do Worskły Połtawa, w której w 1999 zakończył karierę piłkarską.

## Kariera trenerska
Po zakończeniu kariery zawodniczej rozpoczął pracę trenerską. Najpierw pomagał trenować, a w sezonie 2002/03 prowadził drugą drużynę Worskły Połtawa. W sierpniu 2003 pełnił funkcje głównego trenera Worskły Połtawa. Potem pracował w Szkole Piłkarskiej im. Horpynko w Połtawie, gdzie trenował dzieci.

## Sukcesy i odznaczenia

### Sukcesy klubowe
- wicemistrz Drugiej Ligi ZSRR, strefy 6: 1988
- mistrz Bułgarii: 1994, 1995
- brązowy medalista Mistrzostw Ukrainy: 1997
- zdobywca Pucharu Bułgarii: 1994
- mistrz Pierwszej Lihi Ukrainy: 1996